# Вальдкаппель
Вальдкаппель (нем. Waldkappel) — город в Германии, в земле Гессен. Подчинён административному округу Кассель. Входит в состав района Верра-Майснер.  Население составляет 4592 человека (на 31 декабря 2010 года). Занимает площадь 96,48 км². Официальный код — 06 6 36 012.